# Rhaphium heilongjiangense
Rhaphium heilongjiangense är en tvåvingeart som beskrevs av Wang, Yang och Kazuhiro Masunaga 2006. Rhaphium heilongjiangense ingår i släktet Rhaphium och familjen styltflugor. Inga underarter finns listade i Catalogue of Life.